# Giải bóng đá Hạng Nhì Quốc gia 2020 (kết quả chi tiết)
Dưới đây là kết quả chi tiết các trận đấu tại Giải bóng đá Hạng Nhì Quốc gia 2020.

## Thông tin giải đấu
Ban đầu, dự kiến vào trung tuần tháng 4/2020. VFF sẽ bốc thăm, xếp lịch thi đấu mùa giải năm nay và dự kiến thi đấu vào đầu tháng 5/2020. Tuy nhiên do diễn biến phức tạp của Đại dịch COVID-19, nên giải đang hoãn. Có 15 đội tham dự, qua đó sẽ bốc thăm chia thành 2 bảng thi đấu lượt đi- lượt về, chọn 4 đội vào Vòng chung kết. 15 câu lạc bộ chia làm hai bảng theo khu vực địa lý: một bảng 7 đội; bảng còn lại 8 đội.

## Thay đổi điều lệ
Trong mùa giải này, có 15 Đội bóng chia làm hai bảng để thi đấu vòng loại. Các Đội bóng thi đấu theo thể thức vòng tròn hai lượt đi và về (sân nhà và sân đối phương) để tính điểm, xếp hạng ở mỗi bảng. Chọn hai Đội bóng có thứ hạng cao nhất ở mỗi bảng vào thi đấu Vòng chung kết. Ở vòng chung kết, Bốn đội bóng sẽ thi đấu 3 trận.
- Trận 1: 1A vs 2B
- Trận 2: 1B vs 2A
- Trận 3: Thua trận 1 vs Thua trận 2.

Hai đội thắng trận 1, 2 sẽ xếp đồng Hạng nhất giải bóng đá Hạng Nhì Quốc gia 2020. Các đội thắng trận 1, 2, 3 sẽ trực tiếp giành quyền tham dự V.League 2 mùa 2021. Một đội có điểm, chỉ số phụ thấp nhất trong 2 bảng sẽ phải xuống hạng.

### Cách tính điểm, xếp hạng ở Vòng loại
Các tính điểm:
- Đội thắng: 3 điểm
- Đội hoà: 1 điểm
- Đội thua: 0 điểm

Tính tổng số điểm của các Đội đạt được để xếp thứ hạng.
Nếu có từ hai Đội trở lên bằng điểm nhau, thứ hạng các Đội sẽ được xác định như sau: trước hết sẽ tính kết quả của các trận đấu giữa các Đội đó với nhau theo thứ tự: 
- Tổng số điểm.
- Hiệu số của tổng số bàn thắng trừ tổng số bàn thua.
- Tổng số bàn thắng.
- Tổng số bàn thắng trên sân đối phương

Đội nào có chỉ số cao hơn sẽ xếp trên
Trường hợp các chỉ số trên bằng nhau, Ban tổ chức sẽ tiếp tục xét các chỉ số của tất cả các trận đấu trong giải theo thứ tự:
- Hiệu số của tổng số bàn thắng trừ tổng số bàn thua.
- Tổng số bàn thắng.
- Tổng số bàn thắng trên sân đối phương.

Đội nào có chỉ số cao hơn sẽ xếp trên.
Khi xếp hạng 2 đội về cuối để xác định suất xuống hạng, vì lý do chênh lệch đội giữa 2 bảng (bảng A có 7 đội trong khi bảng B có 8 đội), kết quả đối đầu giữa đội nhất và đội cuối bảng B sẽ không được tính đến.
Nếu các chỉ số vẫn bằng nhau, Ban tổ chức sẽ tổ chức bốc thăm để xác định thứ hạng của các Đội trong bảng (trong trường hợp chỉ có hai Đội có các chỉ số trên bằng nhau và còn thi đấu trên sân thì sẽ tiếp tục thi đá luân lưu 11m để xác định Đội xếp trên). Trong trường hợp việc xác định thứ hạng của các Đội bằng điểm nhau có ý nghĩa quyết định đến vị trí xếp thứ nhất, nhì hoặc xuống hạng ở mỗi bảng, Ban tổ chức có thể tổ chức thêm trận đấu loại trực tiếp (Play off) giữa các Đội để xác định thứ hạng, thời gian và địa điểm tổ chức trận đấu do BTC giải quyết định.

### Vòng chung kết
Đội thắng trong 3 trận đấu ở vòng chung kết sẽ giành quyền tham dự V.League 2 2021.

#### Thể thức thi đấu vòng chung kết
Các trận đấu ở vòng chung kết thi đấu theo thể thức loại trực tiếp một trận, nếu sau thời gian thi đấu chính thức (90 phút) tỷ số hòa, hai đội sẽ thi đấu luân lưu 11m để xác định đội thắng (không có hiệp phụ).

## Các đội bóng
15 câu lạc bộ chia làm 2 bảng theo khu vực địa lý như sau:
- Bảng A: Phú Thọ, Kon Tum, Trẻ Nam Định, Phù Đổng, Trẻ SHB Đà Nẵng, PVF, Lâm Đồng
- Bảng B:Công An Nhân dân,  Đồng Nai,  Triệu Minh, Bình Thuận, Gia Định, Tiền Giang, Trẻ Thành phố Hồ Chí Minh, Xổ số kiến thiết Vĩnh Long

## Vòng loại

### Bảng A

#### Vòng 1
| 10 tháng 7 năm 2020 | PVF | 0–1                                                          | Phú Thọ          | Văn Giang, Hưng Yên                                    |  |
| 17:00               |     | Chi tiết FULL HIGHLIGHTS VFF Channel, Next Sports, On Sports | Trần Văn Đạt 66' | Sân vận động: TTĐT trẻ PVF Trọng tài: Nguyễn Nhật Minh |  |

| 10 tháng 7 năm 2020 | Phù Đổng           | 1–0                                                          | Nam Định B | Quận Hoàng Mai, Hà Nội                                  |  |
| 15:30               | Phạm Văn Thuận 80' | Chi tiết FULL HIGHLIGHTS VFF Channel, Next Sports, On Sports |            | Sân vận động: Quận Hoàng Mai Trọng tài: Trần Quốc Thịnh |  |

| 10 tháng 7 năm 2020 | Lâm Đồng | 0–0      | Trẻ SHB Đà Nẵng | Đà Lạt, Lâm Đồng                                                  |  |
| 15:00               |          | Chi tiết |                 | Sân vận động: Trường Cao Đẳng SP Đà Lạt Trọng tài: Võ Hoài Thương |  |

##### Vòng 2
| 14 tháng 7 năm 2020 | Nam Định B | 0–0      | PVF | Thành phố Nam Định, Nam Định                        |  |
| 15:30               |            | Chi tiết |     | Sân vận động: Thiên Trường Trọng tài: Lê Thanh Tùng |  |

| 14 tháng 7 năm 2020 | Phú Thọ                                                                            | 4–1                                                          | Phù Đổng             | Việt Trì, Phú Thọ                             |  |
| 16:00               | - Ngô Thành Tài 18' - Nguyễn Nam Trường 67' - Trần Văn Đạt 76' - Bùi Long Nhật 84' | Chi tiết FULL HIGHLIGHTS VFF Channel, Next Sports, On Sports | - Phạm Văn Thuận 69' | Sân vận động: Việt Trì Trọng tài: Vũ Văn Việt |  |

| 14 tháng 7 năm 2020 | Trẻ SHB Đà Nẵng                                                   | 4–1      | Kon Tum            | Cẩm Lệ, Đà Nẵng                                     |  |
| 16:00               | - Đỗ Hữu Minh Giang 27' - Trần Vương 32' - Phạm Đình Duy 59', 74' | Chi tiết | - Đào Ngọc Nam 31' | Sân vận động: Hòa Xuân Trọng tài: Nguyễn Ngọc Tưởng |  |

##### Vòng 3
| 18 tháng 7 năm 2020 | Nam Định B              | 1–1      | Phú Thọ                        | Thành phố Nam Định, Nam Định                                              |  |
| 15:30               | - Nguyễn Ngọc Thắng 82' | Chi tiết | - Trần Đăng Đức Anh 14' (l.n.) | Sân vận động: Thiên Trường Lượng khán giả: 500 Trọng tài: Nguyễn Mạnh Hải |  |

| 18 tháng 7 năm 2020 | PVF | 0–1      | Phù Đổng            | Văn Giang, Hưng Yên                                                       |  |
| 17:00               |     | Chi tiết | - Phạm Văn Thuận 8' | Sân vận động: TTĐT trẻ PVF Lượng khán giả: 400 Trọng tài: Trần Quốc Thịnh |  |

| 18 tháng 7 năm 2020 | Kon Tum | 0–1      | Lâm Đồng       | Thành phố Kon Tum, Kon Tum                                          |  |
| 16:00               |         | Chi tiết | Hà Anh Sơn 85' | Sân vận động: Kon Tum Lượng khán giả: 500 Trọng tài: Võ Hoài Thương |  |

##### Vòng 4
| 22 tháng 7 năm 2020 | Kon Tum             | 1–2      | PVF                                          | Thành phố Kon Tum, Kon Tum                                             |  |
| 16:00               | - Phạm Gia Hưng 47' | Chi tiết | - Trịnh Quang Trường 72' - Lý Trung Hiếu 84' | Sân vận động: Kon Tum Lượng khán giả: 500 Trọng tài: Nguyễn Ngọc Tưởng |  |

| 22 tháng 7 năm 2020 | Trẻ SHB Đà Nẵng      | 1–1      | Nam Định B           | Cẩm Lệ, Đà Nẵng                                                         |  |
| 16:00               | - Trần Thanh Tài 28' | Chi tiết | - Đinh Công Hiếu 37' | Sân vận động: Hòa Xuân Lượng khán giả: 100 Trọng tài: Nguyễn Ngọc Tưởng |  |

| 22 tháng 7 năm 2020 | Lâm Đồng | 0–2      | Phù Đổng                                       | Đà Lạt, Lâm Đồng                        |  |
| 15:00               |          | Chi tiết | - Nguyễn Tuấn Hiệp 31' - Nguyễn Minh Quang 45' | Sân vận động: Trường Cao Đẳng SP Đà Lạt |  |

##### Vòng 5
- Do chỉ thị của chính phủ tại Đà Nẵng về Covid-19 (ngày 26 tháng 7), cấm các giải đấu thể thao trên toàn tỉnh Đà Nẵng nên trận đấu giữa Trẻ SHB Đà Nẵng và Phú Thọ trên Sân vận động Hòa Xuân đã bị hoãn lại.[3] Đến ngày 17 tháng 9, VFF đã có công văn, kế hoạch tổ chức các giải bóng đá quốc gia. Theo đó Giải bóng đá hạng nhì quốc gia 2020 sẽ trở lại vào ngày 28 tháng 9.

| 28 tháng 9 năm 2020 | Trẻ SHB Đà Nẵng | 2–0 | Phú Thọ | Cẩm Lệ, Đà Nẵng        |  |
| 16:00               |                 |     |         | Sân vận động: Hòa Xuân |  |

| 26 tháng 7 năm 2020 | Lâm Đồng | 0–1      | PVF                | Đà Lạt, Lâm Đồng                                                                   |  |
| 15:00               |          | Chi tiết | - Tẩy Văn Toàn 55' | Sân vận động: Trường Cao Đẳng SP Đà Lạt Lượng khán giả: 500 Trọng tài: Lê Ngọc Lợi |  |

| 26 tháng 7 năm 2020 | Kon Tum                                                       | 3–3      | Phù Đổng                                                      | Thành phố Kon Tum, Kon Tum                                           |  |
| 16:00               | - Đào Ngọc Nam 44' - Nguyễn Việt Tiến 56' - Phạm Gia Hưng 59' | Chi tiết | - Phạm Văn Quý 12' - Nguyễn Đức Anh Quốc 28' - Đỗ Văn Đạt 80' | Sân vận động: Kon Tum Lượng khán giả: 500 Trọng tài: Khổng Tam Cường |  |

##### Vòng 6
| 2 tháng 10 năm 2020 | Kon Tum | 0–3 | Phú Thọ | Thành phố Kon Tum, Kon Tum |  |
| 16:00               |         |     |         | Sân vận động: Kon Tum      |  |

| 2 tháng 10 năm 2020 | Trẻ SHB Đà Nẵng | 1–1 | Phù Đổng | Cẩm Lệ, Đà Nẵng        |  |
| 16:00               |                 |     |          | Sân vận động: Hòa Xuân |  |

| 2 tháng 10 năm 2020 | Lâm Đồng | 3–1 | Nam Định B | Đà Lạt, Lâm Đồng                             |  |
| 15:00               |          |     |            | Sân vận động: Trường Cao đẳng Sư phạm Đà Lạt |  |

##### Vòng 7
| 6 tháng 10 năm 2020 | Lâm Đồng | 1–0 | Phú Thọ | Đà Lạt, Lâm Đồng                             |  |
| 15:00               |          |     |         | Sân vận động: Trường Cao đẳng Sư phạm Đà Lạt |  |

| 6 tháng 10 năm 2020 | Trẻ SHB Đà Nẵng | 1–1 | PVF | Cẩm Lệ, Đà Nẵng        |  |
| 16:00               |                 |     |     | Sân vận động: Hòa Xuân |  |

| 6 tháng 10 năm 2020 | Kon Tum | 3–0 | Nam Định B | Thành phố Kon Tum, Kon Tum |  |
| 16:00               |         |     |            | Sân vận động: Kon Tum      |  |

#### Bảng B

##### Vòng 1
| 10 tháng 7 năm 2020 | Triệu Minh | 0–4      | Xổ số kiến thiết Vĩnh Long                                       | Thành phố Bến Tre, Bến Tre                     |  |
| 15:30               |            | Chi tiết | - Nguyễn Đăng Hậu 28' - Trần Minh Lợi 44', 58' - Lưu Tự Nhân 73' | Sân vận động: Bến Tre Trọng tài: Phan Văn Tuấn |  |

| 10 tháng 7 năm 2020 | Tiền Giang                                | 2–1      | Trẻ Thành phố Hồ Chí Minh | Mỹ Tho, Tiền Giang                                |  |
| 15:30               | - Phạm Quốc Ca 41' - Dương Minh Thắng 68' | Chi tiết | - Huỳnh Công Hậu 39'      | Sân vận động: Tiền Giang Trọng tài: Trần Văn Điền |  |

| 10 tháng 7 năm 2020 | Bình Thuận                   | 1–2      | Công An Nhân Dân                          | Phan Thiết, Bình Thuận                            |  |
| 15:00               | - Nguyễn Vũ Trường Giang 16' | Chi tiết | - Huỳnh Tiến Đạt 75' - Bùi Xuân Thịnh 77' | Sân vận động: Bình Thuận Trọng tài: Trần Văn Khỏe |  |

| 10 tháng 7 năm 2020 | Gia Định                                  | 2–1      | Đồng Nai            | Hóc Môn, Thành phố Hồ Chí Minh                   |  |
| 15:30               | - Hứa Minh Đạt 22' - Nguyễn Hoàng Kha 62' | Chi tiết | - Ngô Văn Lương 71' | Sân vận động: Tân Hiệp Trọng tài: Trần Hữu Thanh |  |

##### Vòng 2
| 14 tháng 7 năm 2020 | Công An Nhân Dân    | 1–1      | Gia Định           | Quận 11, Thành phố Hồ Chí Minh                        |  |
| 15:00               | - Phan Du Học 90+2' | Chi tiết | - Hứa Minh Đạt 10' | Sân vận động: Công an TPHCM Trọng tài: Hải Việt Quang |  |

| 14 tháng 7 năm 2020 | Xổ số kiến thiết Vĩnh Long                                    | 3–1      | Tiền Giang           | Thành phố Vĩnh Long, Vĩnh Long                    |  |
| 15:00               | - Trịnh Đức Bốn 32' - Trương Quốc Thành 60' - Lưu Tự Nhân 68' | Chi tiết | - Hồ Nhựt Trường 81' | Sân vận động: Vĩnh Long Trọng tài: Trần Mạnh Hùng |  |

| 14 tháng 7 năm 2020 | Trẻ Thành phố Hồ Chí Minh                   | 2–3      | Triệu Minh                                                         | Củ Chi, Thành phố Hồ Chí Minh                       |  |
| 15:30               | - Nguyễn Ngọc Hậu 23' - Tô Phương Thịnh 25' | Chi tiết | - Nguyễn Thế Vinh 28' - Nguyễn Tấn Việt 34' - Trần Phương Liêm 80' | Sân vận động: Củ Chi Trọng tài: Nguyễn Kim Việt Bảo |  |

| 14 tháng 7 năm 2020 | Đồng Nai                                    | 2–3      | Bình Thuận                                                                    | Tân Hiệp, Biên Hòa                             |  |
| 16:30               | - Lê Ngọc Quang 28' - Đặng Duy Trường 90+2' | Chi tiết | - Nguyễn Vũ Trường Giang 36' - Nguyễn Văn Hiếu 45+1' - Nguyễn Nhĩ Khang 90+3' | Sân vận động: Đồng Nai Trọng tài: Ngô Đắc Tiến |  |

##### Vòng 3
| 18 tháng 7 năm 2020 | Bình Thuận | 0–0      | Xổ số kiến thiết Vĩnh Long | Phan Thiết, Bình Thuận                                                 |  |
| 15:00               |            | Chi tiết |                            | Sân vận động: Bình Thuận Lượng khán giả: 500 Trọng tài: Trần Hữu Thanh |  |

| 18 tháng 7 năm 2020 | Triệu Minh | 0–5      | Công an Nhân Dân                                                                                      | Thành phố Bến Tre, Bến Tre                                         |  |
| 15:30               |            | Chi tiết | - Hà Văn Phương 2' - Đinh Thanh Bình 40' - Huỳnh Tiến Đạt 44' - Phan Du Học 73' - Lương Hoàng Nam 76' | Sân vận động: Bến Tre Lượng khán giả: 300 Trọng tài: Phạm Văn Tuấn |  |

| 18 tháng 7 năm 2020 | Gia Định                                        | 3–0      | Trẻ Thành phố Hồ Chí Minh | Hóc Môn, Thành phố Hồ Chí Minh                                        |  |
| 15:30               | - Hồ Ngọc Thắng 12' - Trương Ngọc Mười 42', 50' | Chi tiết | - Nguyễn Ngọc Hậu 13' 79' | Sân vận động: Tân Hiệp Lượng khán giả: 700 Trọng tài: Khổng Tam Cường |  |

| 18 tháng 7 năm 2020 | Tiền Giang                 | 2–3      | Đồng Nai                                      | Mỹ Tho, Tiền Giang                                                       |  |
| 15:30               | - Dương Minh Thắng 4', 59' | Chi tiết | - Ngô Hoàng Quân 10' - Ngô Văn Lương 15', 20' | Sân vận động: Tiền Giang Lượng khán giả: 800 Trọng tài: Nguyễn Đức Thiện |  |

##### Vòng 4
| 22 tháng 7 năm 2020 | Trẻ Thành phố Hồ Chí Minh | 0–5      | Xổ số kiến thiết Vĩnh Long                                                          | Thành phố Vĩnh Long, Vĩnh Long                                                   |  |
| 15:00               |                           | Chi tiết | - Nguyễn Tuấn Đạt 9' - Trần Đình Trường 26' - Trịnh Đức Bốn 69' - Trần Tiến Anh 78' | Sân vận động: Sân vận động Vĩnh Long Lượng khán giả: 700 Trọng tài: Trần Văn Lập |  |

| 22 tháng 7 năm 2020 | Bình Thuận          | 1–0      | Gia Định | Phan Thiết, Bình Thuận                                                  |  |
| 15:00               | - Lê Trọng Phúc 78' | Chi tiết |          | Sân vận động: Bình Thuận Lượng khán giả: 700 Trọng tài: Tăng Hoàng Tuấn |  |

| 22 tháng 7 năm 2020 | Triệu Minh            | 1–1      | Tiền Giang              | Thành phố Bến Tre, Bến Tre                                      |  |
| 15:30               | - Nguyễn Thế Vinh 77' | Chi tiết | - Huỳnh Thanh Khiêm 66' | Sân vận động: Bến Tre Lượng khán giả: 600 Trọng tài: Lê Vũ Linh |  |

| 22 tháng 7 năm 2020 | Đồng Nai | 0–4      | Công an Nhân dân                                                     | Thành phố Biên Hòa, Đồng Nai                                              |  |
| 16:30               |          | Chi tiết | - Hà Văn Phương 7', 59' - Nguyễn Xuân Kiên 40' - Nguyễn Duy Kiên 89' | Sân vận động: Đồng Nai Lượng khán giả: 500 Trọng tài: Nguyễn Kim Việt Bảo |  |

##### Vòng 7
| 6 tháng 10 năm 2020 |  | – |  |  |
| 15:00               |  |   |  |  |

| 6 tháng 10 năm 2020 |  | – |  |  |
| 15:00               |  |   |  |  |

| 6 tháng 10 năm 2020 |  | – |  |  |
| 15:00               |  |   |  |  |